# Струмок Рів
Струмок Рів — річка в Україні, у Хмельницькому і Жмеринському районах Хмельницької та Вінницької областей. Права притока Лядової (басейн Дністра).

## Опис
Довжина річки 11 км. Формується з багатьох безіменних струмків та водойм. Площа басейну 47,8 км².

## Розташування
Бере початок на північному сході від Зоряного. Тече переважно на південний схід через Біличин і впадає у річку Лядову, ліву притоку Дністра. 
Річку перетинає автомобільна дорога  Т 0610.